# Ákri
Ákri är en ort i Grekland.   Den ligger i prefekturen Nomós Larísis och regionen Thessalien, i den centrala delen av landet, 270 km nordväst om huvudstaden Aten. Ákri ligger 924 meter över havet och antalet invånare är 230.
Terrängen runt Ákri är kuperad. Runt Ákri är det ganska glesbefolkat, med 36 invånare per kvadratkilometer. Närmaste större samhälle är Deskáti, 16,1 km sydväst om Ákri. 